# 1Time
1Time es una aerolínea de bajo coste con base en Kempton Park, Gauteng, Johannesburgo, Sudáfrica. Efectúa vuelos regulares nacionales. Su principal base de operaciones es el Aeropuerto Internacional OR Tambo, Johannesburgo, con aeropuertos secundarios en el Aeropuerto Internacional de Durban, el Aeropuerto de East London y el Aeropuerto Internacional de Ciudad del Cabo.
El nombre de la compañía, "one time!", es una expresión sudafricana que significa "es real!".

## Historia
El fundador de la compañía es una empresa de aviación, Afrisource Holdings, que también posee Aeronexus, una compañía de aviación que ofrece diversos servicios de aviones (y actualmente efectúa el mantenimiento de 1Time).
1Time comenzó a vender billetes en enero de 2004, y comenzó a volar el 25 de febrero de 2004, con tres vuelos diarios entre Johannesburgo y Ciudad del Cabo.
El Avstar Group adquirió un 15% de las acciones de 1Time Holdings y cedió dos McDonnell Douglas MD-83 adicionales de 157 plazas a la aerolínea. 1Time transportó a un millón de pasajeros en 2006 en vuelos a ocho destinos.
La aerolínea es propiedad de Afrisource Holdings (50%), MKJH Trust (30%) y Mogwele Investments (20%) y tiene 420 empleados (en marzo de 2007).

## Destinos
1Time efectúa los siguientes vuelos regulares nacionales e internacionales:
| País                 | Ciudad          | Aeropuerto                                  | Notas |
| África               |                 |                                             |       |
| Bandera de Sudáfrica | Ciudad del Cabo | Aeropuerto Internacional de Ciudad del Cabo |       |
|                      | Durban          | Aeropuerto Internacional de Durban          |       |
|                      | East London     | Aeropuerto de East London                   |       |
|                      | George          | Aeropuerto de George                        |       |
|                      | Johannesburgo   | Aeropuerto Internacional OR Tambo           | Hub   |
|                      | Port Elizabeth  | Aeropuerto de Port Elizabeth                |       |
| Bandera de Tanzania  | Zanzíbar        | Aeropuerto Internacional de Zanzíbar        |       |

## Flota
La flota de 1Time incluye las siguientes aeronaves: